# Швейцария на летних Олимпийских играх 1932
Швейцария принимала участие в летних Олимпийских играх 1932 года в Лос-Анджелесе (США) в девятый раз за свою историю, и завоевала одну серебряную медаль.

## Медалисты
| Медаль | Спортсмен | Вид спорта            | Дисциплина                  |
| ------ | --------- | --------------------- | --------------------------- |
| 2      | Жорж Миз  | Спортивная гимнастика | Мужчины, вольные упражнения |

## Состав сборной
Сборная состояла из семи спортсменов, все — мужчины. Они соревновались в 3 видах спорта:
- лёгкая атлетика
- спортивная гимнастика
- фехтование.

Помимо спортивных состязаний, в программе Олимпийских игр были также конкурсы искусств.
Самым молодым участником сборной был 25-летний легкоатлет, прыгун Пауль Ризен, старшим — 35-летний легкоатлет, стайер Артур Телль Шваб.

## Спортивные результаты

### Лёгкая атлетика
Пауль Ризен (Paul Riesen)
Артур Телль Шваб (Arthur Tell Schwab)

### Спортивная гимнастика
Соревнования проводились с 8 по 12 августа, только среди мужчин.
Жорж Миз — серебряная медаль в вольных упражнениях.

### Фехтование
Поль де Граффенрид (Paul de Graffenried)
Шпага, мужчины, личное первенство
8-9 августа
| Место | Спортсмен          | Страна    | Четвертьфинал | Четвертьфинал | Полуфинал | Полуфинал | Финал Очки |
| Место | Спортсмен          | Страна    | Очки          | Место         | Очки      | Место     | Финал Очки |
| ----- | ------------------ | --------- | ------------- | ------------- | --------- | --------- | ---------- |
| 11    | Поль де Граффенрид | Швейцария | 8             | 6             | 11        | 4         | 4          |

Рапира, мужчины, личное первенство
Дошёл до полуфинала, но не вышел в финал.

## Конкурсы искусств
Швейцарию представляли композитор кубинец Армандо Менсиа (Armando Mencía) и скульптор Ханс Шванзе (Hans Schwansee), но без особого успеха.